# Francisco José Martínez Gallego
Francisco José Martínez Gallego (San Antonio de Requena, 1969) is een Spaans componist, muziekpedagoog, dirigent en klarinettist.

## Levensloop
Martínez Gallego kreeg zijn eerste muziekles aan de muziekschool van de Banda de Música de la Sociedad Musical "La Armónica" de San Antonio. Vervolgens studeerde hij aan het Conservatorio Superior de Música "Manuel Massotti Littel" in Murcia, het Conservatorio Professional de Música de Torrent en aan het Conservatorio Superior de Música "Joaquin Rodrigo" in Valencia en behaalde in 1994 het diploma als uitvoerend klarinettist. Daarna studeerde hij nog privé HaFa-directie bij Jan Cober en José Rafael Pascual Vilaplana. Hij studeerde ook privé nog compositie bij de jazzcomponist Daniel Flors en de componisten Ferrer Ferrán, Teodoro Aparicio Barberán en Miguel Ángel Fernández Mateu. Hij voltooide zijn studies in compositie bij Ferrer Ferrán, César Cano Forrat, Miguel Ángel Berbis López, Claudia Carmen Montero López, Jesús Fernández Vizcaíno en Emilio Calandín Hernández aan het Conservatorio Superior de Música "Salvador Seguí" de Castellón in Castellón de la Plana en behaalde zijn Master of Music.
Als dirigent was hij verbonden aan de Banda de Música de Sociedad Musical "El Arte" de Sinarcas, de Banda Juvenil de la Sociedad Musical "La Armónica" de San Antonio en het koperensemble "Armónic Brass".
Tegenwoordig is hij als docent voor harmonie, analyse en compositie verbonden aan het Conservatorio Profesional "Mestre Molins" de Quart de Poblet.
Als componist won hij meerdere prijzen, vooral voor zijn paso dobles en feestelijke marsen. Martínez Gallego schreef werken voor orkest, voor harmonieorkest, vocale muziek en kamermuziek. Hij is lid van de Sociedad General de Autores y Editores (SGAE) en van de Asociación de Compositores Sinfónicos Valencianos (COSICOVA).

## Composities

### Werken voor orkest
- 2008 Concierto, voor trompet en strijkorkest
- 2008 Obertura Concertante, voor orkest
- 2009 Concierto, voor piano en orkest
- 2010 Experior, voor orkest

### Werken voor banda (harmonieorkest)
- 1994 Alicia Gallego, paso doble
- 1994 Pablo Martínez, paso doble
- 1995 Felipe Gómez paso doble
- 1996 Amigas de La Armónica, paso doble
- 1997 Larga Cordobesa, paso doble
- 1998 U.M.A. (Unión Musical de Aldaya), paso doble
- 1999 Chimo el Coronel, mars
- 1999 Himno a San Cristóbal, hymne
- 1999 Lázaro, paso doble
- 1999 Manolo Carrión, paso doble
- 2000 José Mª. Gómez, paso doble
- 2000 Ziryab, Marcha Mora (1e prijs bij het I Concurso de Composición de Música Festera de Altea)
- 2001 Obertura para una celebración, ouverture
- 2001 S. M. "La Armónica" de San Antonio, paso doble
- 2002 Benifat, Marcha Mora (1e prijs bij het II Concurso de Composición de Música Festera de Calpe)
- 2002 Cristina Martí, paso doble
- 2003 El Algar Marcha Mora - (finalist tijdens het IV Concurso Nacional de Composición de Música Festera de Altea)
- 2003 Bernardo España "Españeta", paso doble (opgedragen aan de voetbalclub Valencia C.F.)
- 2004 Akhenatón, beschrijvend gedicht voor banda
- 2004 José Miguel Arroyo "Joselito", paso doble[1]
- 2005 La Concepción 1910, suite - verplicht werk tijdens het 28e Certamen de Bandas de Música de La Comunidad Valenciana in de 3e sectie[2]
- 2005 Molinos de Viento, paso doble - geschreven voor de "34 edición del Certamen Internacional de Bandas de Música Vila d’Altea"[3]
- 2005 Monumentos, suite voor groot harmonieorkest - won de 1e prijs tijdens het I Concurso de Composición Musical de Finestrat
- 2005 Oración en el Huerto, processiemars
- 2007 "Theatrum" - Música para la Escena, voor groot harmonieorkest - geschreven voor de herinwijding van het Teatro’ García Berlanga’ de San Antonio de Requena
- 2008 La Quinta Armónica, paso doble
- 2008 Manolo Navarro, paso doble
- 2011 Sinfonía nº 1 - "Kaprekar"[4]
- Ángel "El Calo", paso doble ( won de 1e prijs tijdens het Concurso de Composición de Pasodobles de Sant Joan de Moró[5]
- Camí al Castell, paso doble
- El Príncipe Valiente, fantasie voor trombone en harmonieorkest
- Himno de San Antonio, hymne
- Jesús Duque, paso doble
- Los Caprichos de Goya[6]

### Vocale muziek

#### Cantates
- 2010 Cantata Profana, voor 2 gemengde koren en orkest

#### Werken voor koor
- 2008 Gloriam Dei, voor gemengd koor a capella

#### Liederen
- 2007 Nocturno sin Palabras, voor mezzosopraan en piano

### Kamermuziek
- 2001 Betula, voor blaaskwintet
- 2005 Españolada nº 1, voor blaaskwintet en piano
- 2006 Álvaro, divertimento voor dwarsfluit, hobo en piano
- 2006 Rondó en Sol, voor fagot en altviool
- 2006 Somnus, voor klarinet en piano
- 2006 Tres Piezas Breves, voor fagot en piano
- 2006 Tiempos Pasados, thema en variaties voor strijkkwartet
- 2007 Thamos, voor blaaskwintet
- 2008 El Elixir del Gnomo, voor hobo en harp
- 2008 Sonatina, voor hoorn en piano
- 2008 Dubitatio Nova, voor blaaskwintet en piano
- 2010 Lûdus ad Quattuor, voor klarinetkwartet

### Werken voor piano
- 2005 Calma relativa, fantasie
- 2007 Suite en La
- 2007 Fantasía